# Diospyros ebenum
L'ebano di Ceylon (Diospyros ebenum J.Koenig, 1781), talvolta chiamato con il termine più generico di ebano asiatico, è un albero della famiglia delle Ebenacee.

## Descrizione
L'albero è sempreverde, di medie dimensioni, a crescita lenta, ma può raggiungere un'altezza di m 20-25. Le foglie hanno una lunghezza di cm 6-15 e cm 3-5 cm di larghezza. Il frutto è una piccola bacca di cm 2 di diametro, simile ad un piccolo caco il quale è un suo parente stretto.

## Distribuzione e habitat
Nativo di zone aride e intermedie, l'ebano di Ceylon è tipico dello Sri Lanka e lo si trova anche nel sud  dell'India e nelle isole Andamane e Nicobare.

## Usi
Essendo il legname di colore nero intenso, questo ebano è impiegato per le produzioni più disparate ed è molto ricercato e costoso. Si usa per sculture, mobili, impiallacciature. È largamente impiegato anche in ebanisteria e in liuteria.

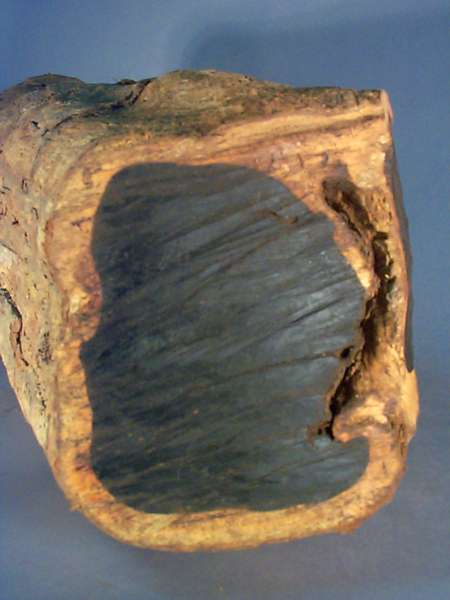
Sezione di fusto di ebano
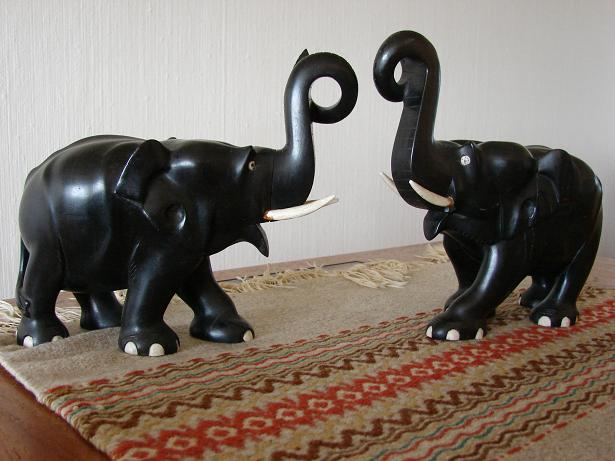
Scultura etnica